# Videografia de Big Bang
A videografia do grupo masculino sul-coreano Big Bang, consiste em quarenta vídeos musicais (incluindo um como artista participante), vinte e oito álbuns de vídeos ao vivo e quatro compilações de vídeos musicais. Em 2006, o grupo lançou o single de estreia "We Belong Together" e seu vídeo musical correspondente, o que foi seguido pela divulgação de mais sete vídeos musicais, todos lançados no mesmo ano, a fim de promover seu primeiro álbum de estúdio, Big Bang Vol.1-Since 2007. No ano seguinte, o Big Bang divulgou o vídeo musical da canção "Lies", dirigido por Cha Eun-taek. Canção que lhe rendeu proeminência no cenário musical. 
Em 2008, o grupo lançou o vídeo musical de "How Gee", iniciando sua expansão para o mercado japonês. Posteriormente, através do vídeo musical de "Gara Gara Go!!" divulgado em 2009, o Big Bang venceu os prêmios de Melhor Vídeo de Artista Revelação no MTV Video Music Awards Japan e de Melhor Vídeo de Coreografia no Space Shower Music Video Awards. No mesmo ano, o quinteto lançou ainda 2009 Big Bang Live Concert ‘Big Show’, seu primeiro álbum de vídeo. Dirigido por Han Sa-min, o vídeo musical de "Love Song" lançado em 2011, rendeu ao grupo seu primeiro prêmio na categoria de Melhor Vídeo Musical na premiação sul-coreana Mnet Asian Music Awards. Em 2012, a canção "Fantastic Baby", retirada de seu quinto extended play (EP) coreano Alive, gerou um vídeo musical dirigido por Seo Hyun-seung. O mesmo obteve uma recepção positiva da mídia especializada e recebeu os prêmios de Melhor Vídeo Dance no MTV Video Music Awards Japan e de Melhor Vídeo do Mundo do Ano na premiação internacional World Music Awards. No ano seguinte, o álbum de vídeo Big Bang Alive Tour 2012 in Japan: Special Final in Dome -Tokyo Dome-, foi lançado e certificado como ouro no Japão.
Durante o ano de 2015, o Big Bang lançou sete vídeos musicais de seus singles correspondentes, a fim de preceder o lançamento de seu terceiro álbum de estúdio coreano Made (2016). Os vídeos musicais das canções "Bae Bae" e "Bang Bang Bang", lhes rendeu os prêmios de Melhor Vídeo Musical nas premiações Mnet Asian Music Awards e na chinesa QQ Music Awards, respectivamente.

## Vídeos musicais

### Como artista principal
| Ano  | Canção                   | Diretor(es)          | Notas |
| ---- | ------------------------ | -------------------- | --- |
| 2006 | "We Belong Together"     | -                    | |
| 2006 | "A Fool's Only Tears"    | -                    | |
| 2006 | "This Love"              | -                    | |
| 2006 | "La-La-La"               | -                    | |
| 2006 | "Ma Girl"                | -                    | |
| 2006 | "Forever With U"         | -                    | |
| 2006 | "Good Bye Baby"          | -                    | |
| 2006 | "Dirty Cash"             | -                    | |
| 2007 | "Lies"                   | Cha Eun-taek         | |
| 2007 | "Always"                 | -                    | |
| 2007 | "Last Farewell"          | -                    | |
| 2008 | "How Gee"                | -                    | |
| 2008 | "With U"                 | -                    | |
| 2008 | "Haru Haru"              | -                    | |
| 2008 | "Oh My Friend"           | -                    | |
| 2008 | "Number 1"               | -                    | |
| 2008 | "Sunset Glow"            | -                    | |
| 2009 | "My Heaven"              | -                    | |
| 2009 | "Gara Gara Go!!"         | -                    | - Venceu - MTV Video Music Awards Japan para Melhor Vídeo de Artista Revelação - Venceu - Space Shower Music Video Awards para Melhor Vídeo de Coreografia                                             |
| 2009 | "Koe wo Kikasete"        | Yong Ih              | - Venceu - MTV Video Music Awards Japan para Melhor Vídeo Pop |
| 2010 | "Lollipop Pt. 2"         | -                    | - Vídeo musical referente a canção promocional para a LG Electronics Cyon |
| 2010 | "Tell Me Goodbye"        | -                    | |
| 2010 | "Beautiful Hangover"     | Yong Ih              | |
| 2011 | "Tonight"                | -                    | - Nomeado - MYX Music Award para Vídeo de K-Pop Favorito |
| 2011 | "Love Song"              | Han Sa-min           | - Venceu - Mnet Asian Music Awards para Melhor Vídeo Musical |
| 2011 | "The North Face"         | -                    | - Vídeo musical referente a canção promocional para a The North Face |
| 2012 | "Blue"                   | Han Sa-min           | |
| 2012 | "Bad Boy"                | Han Sa-min           | |
| 2012 | "Fantastic Baby"         | Seo Hyun-seung       | - Venceu - MTV Video Music Awards Japan para Melhor Vídeo Dance - Venceu - World Music Awards para Melhor Vídeo do Mundo do Ano - Nomeado - Singapore E-Awards para Vídeo Musical Mais Popular (K-pop) |
| 2012 | "Monster"                | Han Sa-min           | - Nomeado - Mnet Asian Music Awards para Melhor Vídeo Musical - Nomeado - MYX Music Award para Vídeo de K-Pop Favorito                                                                                 |
| 2015 | "Loser"                  | Han Sa-min           | |
| 2015 | "Bae Bae"                | Seo Hyun-seung       | - Venceu - Mnet Asian Music Awards para Melhor Vídeo Musical |
| 2015 | "Bang Bang Bang"         | Seo Hyun-seung       | - Venceu - QQ Music Awards para Melhor Vídeo Musical do Ano |
| 2015 | "We Like 2 Party"        | Han Sa-min, Big Bang | |
| 2015 | "Sober"                  | Han Sa-min           | |
| 2015 | "Let's Not Fall in Love" | Han Sa-min           | |
| 2015 | "Zutter"                 | Seo Hyun-seung       | |
| 2016 | "Fxxk It"                | Seo Hyun-seung       | |
| 2016 | "Last Dance"             | Han Sa-min           | |

### Como artista participante
| Ano  | Canção     | Artista(s)      | Diretor(es) | Notas                                                                     |
| ---- | ---------- | --------------- | ----------- | ------------------------------------------------------------------------- |
| 2009 | "Lollipop" | Big Bang & 2NE1 | -           | - Vídeo musical referente a canção promocional para a LG Electronics Cyon |

## Álbuns de vídeo

### Ao vivo
| Detalhes | Melhores posições | Melhores posições | Vendas & Certificações                                              |
| Detalhes | JAP DVD           | JAP Blu-ray       | Vendas & Certificações                                              |
| --- | ----------------- | ----------------- | ------------------------------------------------------------------- |
| 2009 Big Bang Live Concert ‘Big Show’ - Lançamento: 19 de agosto de 2009 - Relançamento: 19 de março de 2014 - Língua: Japonês - Gravadora: YG Entertainment - Formatos: DVD                                                 | 5                 | —                 | -                                                                   |
| Stand Up Tour - Lançamento: 17 de março de 2010 - Língua: Coreano - Gravadoras: YG Entertainment, Universal Music Japan - Formatos: DVD                                                                                      | 16                | —                 | -                                                                   |
| 2008 Big Bang Live Concert "Global Warning Tour" - Lançamento: 31 de março de 2010 - Língua: Coreano - Gravadoras: YG Entertainment, Universal Music Japan - Formatos: DVD                                                   | 9                 | —                 | -                                                                   |
| Electric Love Tour 2010 - Lançamento: 28 de abril de 2010 - Relançamento: 29 de setembro de 2012 - Línguas: Coreano, Japonês - Gravadoras: YG Entertainment, Universal Music Japan - Formatos: DVD                           | 6                 | —                 | - JAP: 41,000 mil                                                   |
| Big Show Big Bang Live Concert 2010 - Lançamento: 27 de outubro de 2010 - Relançamento: 19 de março de 2014 - Língua: Japonês - Gravadora: YG Entertainment - Formato: DVD                                                   | 2                 | —                 | -                                                                   |
| Big Bang Present “Love & Hope Tour 2011” - Lançamento: 14 de dezembro de 2011 - Relançamento: 26 de setembro de 2012 - Língua: Japonês - Gravadoras: YG Entertainment, Universal Music Japan - Formato: DVD                  | 4                 | 76                | - JAP: 60,000 mil                                                   |
| 2012 Big Bang Live Concert DVD - Alive Tour in Seoul - Lançamento: 29 de janeiro de 2013 (COR/TAI) - Língua: Coreano - Gravadora: YG Entertainment - Formatos: DVD                                                           | —                 | —                 | -                                                                   |
| 2012 Big Bang Alive Tour in Seoul - Lançamento: 6 de fevereiro de 2013 - Língua: Japonês - Gravadoras: YG Entertainment, YGEX - Formatos: DVD                                                                                | 2                 | —                 | - JAP: 19,000 mil                                                   |
| Big Bang Alive Tour 2012 in Japan: Special Final in Dome -Tokyo Dome- - Lançamento: 20 de março de 2013 - Línguas: Coreano, Japonês - Edições: Regular, Deluxe - Gravadoras: YG Entertainment, YGEX - Formatos: DVD, Blu-ray | 2                 | 2                 | - JAP: 100 mil (DVD) - JAP: 20,468 mil (Blu-ray) - RIAJ: Ouro (DVD) |
| 2012~2013 Big Bang Alive Galaxy Tour DVD [The Final in Seoul & World Tour] - Lançamento: 24 de julho de 2013 - Línguas: Coreano, Japonês - Gravadoras: YG Entertainment, YGEX - Formatos: DVD                                | 3                 | —                 | - JAP: 13,084 mil                                                   |
| 2013 Big Bang Alive Galaxy Tour DVD - The Final in Seoul - Lançamento: 24 de julho de 2013 - Língua: Coreano - Gravadora: YG Entertainment - Formatos: DVD                                                                   | 3                 | —                 | -                                                                   |
| 2012~2013 Big Bang Alive Galaxy Tour DVD - Lançamento: 24 de julho de 2013 - Língua: Coreano - Gravadora: YG Entertainment - Formatos: DVD                                                                                   | —                 | —                 | -                                                                   |
| 2011 Big Bang Live Concert - Lançamento: 19 de março de 2014 - Língua: Japonês - Gravadoras: YG Entertainment, YGEX - Formato: DVD                                                                                           | 53                | —                 | -                                                                   |
| Big Bang Japan Dome Tour 2013~2014 - Lançamento: 19 de março de 2014 - Línguas: Coreano, Japonês - Edições: Regular, Deluxe - Gravadoras: YG Entertainment, YGEX - Formatos: DVD, Blu-ray                                    | 1                 | 3                 | - JAP: 100 mil (DVD) - JAP: 25,770 mil (Blu-ray) - RIAJ: Ouro (DVD) |
| 2014 Big Bang +α Concert in Seoul - Lançamento: 2 de julho de 2014 - Línguas: Coreano, Japonês - Gravadoras: YG Entertainment, YGEX - Formatos: DVD                                                                          | 5                 | —                 | - JAP: 72,000 mil                                                   |
| 2008 Big Bang Live Concert Global Warning Tour - Lançamento: 21 de janeiro de 2015 - Língua: Japonês - Gravadoras: YG Entertainment, YGEX - Formato: DVD                                                                     | 40                | —                 | -                                                                   |
| Big Bang Japan Dome Tour 2014-2015 'X' - Lançamento: 25 de março de 2015 - Línguas: Coreano, Japonês - Gravadoras: YG Entertainment, YGEX - Formatos: DVD, Blu-ray                                                           | 1                 | 2                 | - JAP: 108,474 mil - RIAJ: Ouro                                     |
| Big Bang 2015 World Tour ～2016 [Made] In Seoul - Lançamento: 2 de fevereiro de 2016 - Línguas: Coreano, Japonês - Gravadoras: YG Entertainment, YGEX - Formatos: DVD                                                        | 6                 | —                 | - COR: 1,201 mil - JAP: 7,711 mil                                   |
| Big Bang 2015 World Tour ～2016 [Made] In Japan - Lançamento: 24 de fevereiro de 2016 - Línguas: Coreano, Japonês - Gravadoras: YG Entertainment, YGEX - Formatos: DVD, Blu-ray                                              | 1                 | 2                 | - JAP: 96,529 mil                                                   |
| Big Bang 2015 World Tour ～2016 [Made] In Japan: The Final - Lançamentos: 20 de julho de 2016 (JAP) - Gravadoras: YG Entertainment, YGEX - Formatos: DVD, Blu-ray                                                            | 1                 | 1                 | - JAP: 55,132 mil                                                   |
| Big Bang10 The Concert : 0.TO.10 in Japan - Lançamento: 2 de novembro de 2016 - Gravadoras: YG Entertainment, YGEX - Formatos: DVD, Blu-ray                                                                                  | 1                 | 1                 | - JAP: 78,625 mil                                                   |
| Big Bang10 The Concert : 0.TO.10 in Seoul - Lançamento: 8 de fevereiro de 2017 - Gravadoras: YG Entertainment, YGEX - Formatos: DVD                                                                                          | 5                 | —                 | - COR: 2,946 mil - JAP: 3,905 mil                                   |
| Big Bang10 The Concert : 0.TO.10 -The Final- - Lançamento: 22 de março de 2017 - Gravadoras: YG Entertainment, YGEX - Formatos: DVD, Blu-ray                                                                                 | 1                 | 1                 | - JAP: 64,926 mil                                                   |
| Big Bang10 The Concert 0.TO.10 Final In Seoul Live - Lançamento: 25 de maio de 2017 (CD, DVD) - 15 de junho de 2017 (CD, Blu-ray) - Gravadora: YG Entertainment - Formatos: DVD, Blu-ray                                     | —                 | —                 | -                                                                   |
| - Lançamento: 17 de janeiro de 2018 - Gravadoras: YG Entertainment, YGEX - Formatos: DVD, Blu-ray | 3                 | 5                 | - JAP: 23,364 mil                                                   |
| Big Bang Japan Dome Tour 2017 -Last Dance- - Lançamento: 14 de março de 2018 - Gravadoras: YG Entertainment, YGEX - Formatos: DVD, Blu-ray                                                                                   | 1                 | 2                 | - JAP: 59,748 mil                                                   |
| Big Bang Concert Last Dance in Seoul - Lançamento: 30 de abril de 2018 (DVD) - 15 de maio de 2018 (Blu-ray) - Gravadora: YG Entertainment - Formatos: DVD, Blu-ray                                                           | —                 | —                 | - COR: 3,381 mil                                                    |
| Big Bang Japan Dome Tour 2017 -Last Dance-: The Final - Lançamento: 17 de agosto de 2018 - Gravadoras: YG Entertainment, YGEX - Formatos: DVD, Blu-ray                                                                       | 1                 | 1                 | - JAP: 21,653 mil                                                   |
| "—" indica lançamentos que não figuraram nas paradas ou não foram lançados nessa região. |                   |                   |                                                                     |

### Compilações de vídeos musicais
| Detalhes | Melhores posições | Melhores posições | Vendas & Certificações |
| Detalhes | JAP DVD           | JAP Blu-ray       | Vendas & Certificações |
| --- | ----------------- | ----------------- | ---------------------- |
| Big Bang The Clips Vol. 1 - Lançamento: 23 de dezembro de 2009 - Línguas: Coreano, Japonês - Gravadoras: YG Entertainment, Universal Music Japan - Formatos: DVD                              | 21                | 96                | -                      |
| Big Bang The Clips Vol.1 (10.09) - Lançamento: 22 de setembro de 2010 - Línguas: Coreano, Japonês - Gravadora: YG Entertainment - Formatos: DVD                                               | 34                | —                 | -                      |
| Big Bang Best Music Video Collection 2006 - 2012 -Korea Edition- - Lançamento: 13 de fevereiro de 2013 (JAP) - Línguas: Coreano, Japonês - Gravadoras: YG Entertainment, YGEX - Formatos: DVD | 3                 | —                 | - JAP: 18,000 mil      |
| Big Bang Best M/V Making Film Collection 2006 - 2012 -Korea Edition- - Lançamento: 28 de junho de 2013 (COR) - Língua: Coreano - Gravadora: YG Entertainment - Formatos: DVD                  | —                 | —                 | -                      |
| "—" indica lançamentos que não figuraram nas paradas ou não foram lançados nessa região. |                   |                   |                        |

### Outros lançamentos
| Detalhes | Melhores posições | Vendas & Certificações |
| Detalhes | JAP DVD           | Vendas & Certificações |
| --- | ----------------- | ---------------------- |
| 2009・2010 Big Show Making DVD & Book Special Repackage - Lançamento: 27 de outubro de 2010 - Línguas: Coreano, Japonês - Gravadoras: YG Entertainment, Universal Music Japan - Formatos: DVD   | 11                | - JAP: 41,000 mil      |
| Big Bang Making DVD + Calendar & Diary - Lançamento: 29 de dezembro de 2010 - Línguas: Coreano, Japonês - Gravadora: YG Entertainment - Formatos: DVD                                           | 17                | -                      |
| 2011 Big Bang Live Concert DVD Making DVD + Photo book - Lançamento: 29 de junho de 2011 - Língua: Japonês - Gravadoras: YG Entertainment, Universal Music Japan - Formatos: DVD                | 4                 | -                      |
| Big Bang 1st Documentary DVD <Extra Ordinary 20’S> - Lançamento: 25 de junho de 2012 - Relançamento: 25 de junho de 2014 - Língua: Japonês - Gravadoras: YG Entertainment, YGEX - Formatos: DVD | 27                | -                      |
| Big Bang’s Alive 2012 Making Collection - Lançamento: 22 de agosto de 2012 - Língua: Japonês - Gravadora: YG Entertainment - Formatos: DVD                                                      | 3                 | -                      |
| Big Bang Early Days in Japan ~filmed by Mezamashi TV~ - Lançamento: 3 de dezembro de 2014 (JAP) - Língua: Japonês - Gravadoras: YG Entertainment, YGEX - Formatos: DVD                          | 4                 | -                      |
| Big Bang'S 2015 Welcoming Collection DVD - Lançamento: 25 de março de 2015 - Língua: Japonês - Gravadoras: YG Entertainment, YGEX - Formatos: DVD                                               | 5                 | -                      |
| Big Bang's 2016 Welcoming Collection - Lançamento: 2 de março de 2016 - Gravadoras: YG Entertainment, YGEX - Formatos: DVD                                                                      | 2                 | - JAP: 9,045 mil       |
| Big Bang's 2017 Welcoming Collection - Lançamento: 29 de março de 2017 - Gravadoras: YG Entertainment, YGEX - Formatos: DVD                                                                     | 2                 | - JAP: 8,356 mil       |

### Participações em álbuns de vídeo
| Detalhes | Melhores posições | Melhores posições | Vendas & Certificações |
| Detalhes | JAP DVD           | JAP Blu-ray       | Vendas & Certificações |
| --- | ----------------- | ----------------- | ---------------------- |
| 2008 Mnet KM Music Festival-10th Anniversary- - Lançamento: 13 de maio de 2009 - Língua: Japanonês - Gravadora: Rhythm Zone - Formatos: DVD             | 12                | —                 | -                      |
| YG Family Making Film & Calender + Diary - Lançamento: 29 de dezembro de 2010 (JAP) - Língua: Japonês - Gravadora: Universal Music Japan - Formato: DVD | 14                | —                 | -                      |
| YG Family Live Concert 2010 DVD+Making Book - Lançamento: 1 de junho de 2011 > - Língua: Japonês - Gravadora: Universal Music Japan - Formatos: DVD     | 14                | —                 | -                      |
| Seoul Tokyo Music Festival 2010 - Lançamento: 7 de setembro de 2011 - Língua: Japonês - Gravadora: Universal Music Japan - Formatos: DVD                | 32                | —                 | -                      |
| 15th Anniversary YG Family Concert in Seoul 2011 - Lançamento: 13 de junho de 2012 - Língua: Japonês - Gravadora: YGEX - Formatos: DVD                  | 10                | —                 | -                      |
| 2012 YG Family Concert in Japan - Lançamento: August 8, 2012 - Língua: Japonês - Gravadora: YGEX - Formatos: DVD                                        | 3                 | —                 | -                      |
| YG Family World Tour 2014 -Power- in Japan - Lançamento: January 7, 2015 - Língua: Japonês - Gravadora: YGEX - Formatos: DVD, Blu-ray                   | 2                 | 8                 | - JAP: 13,058 mil      |
| "—" indica lançamentos que não figuraram nas paradas ou não foram lançados nessa região.                                                                |                   |                   |                        |